# Humberto Camero
Humberto Camero García (7 gennaio 1937) è un ex cestista messicano.

## Carriera
Con il Messico ha disputato i Campionati mondiali del 1963 i Giochi panamericani di San Paolo 1963.